# Liga da Primeira Divisão de Hong Kong
Liga da Primeira Divisão de Hong Kong é a segunda principal competição do futebol de Hong Kong, fundada em 1908. 13 clubes disputam cada temporada. Até a inauguração da Hong Kong Premier League em 2014, era a principal liga do país.
South China  é o time de maior número de títulos da liga com 41 conquistas no total.

## Formato da competição

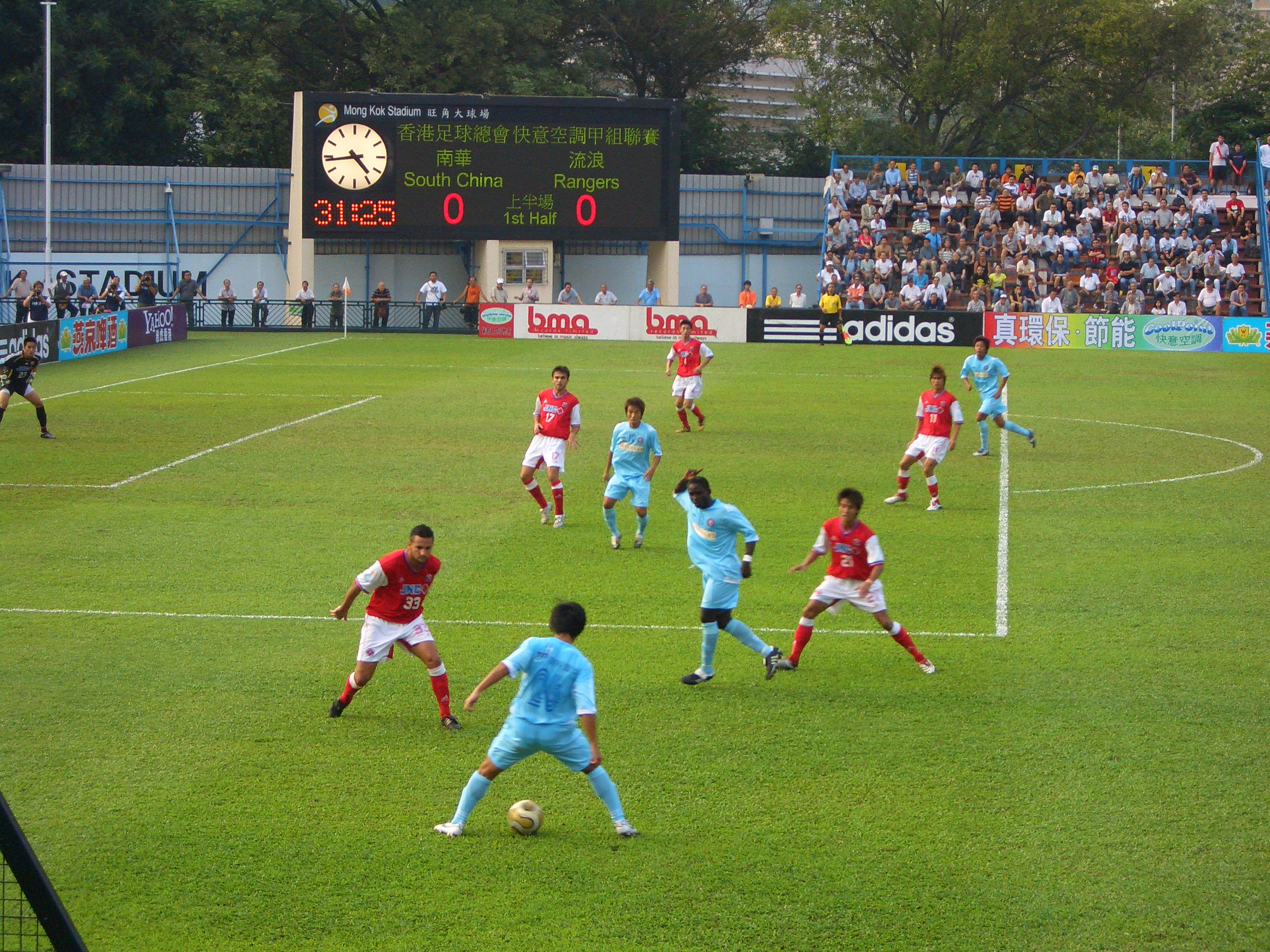
Jogo entre South China e Rangers no Mong Kok Stadium pela temporada 2006/07.

- Cada time joga com cada adversário duas vezes, em jogos de ida e volta. A renda dos jogos vão para as equipes da casa. Se houver dois jogos no mesmo dia e no mesmo estádio, a renda é dividida entre as duas equipes mandantes.
- Já que a maioria das equipes não tem o seu estádio, os jogos são normalmente disputados no Hong Kong Stadium ou no Mongkok Stadium. Isto faz com que algumas equipes mandem seus jogos em dois estádios diferentes.
- As duas últimas equipes são rebaixadas à segunda divisão.
- No início de cada temporada a HKFA, decide quantos jogadores estrangeiros poderão ser inscritos por clube e quantos poderão atuar por jogo.

### Artilharia
References:
- Ho Cheung Yau (Maior artilheiro da história)

Temporada: 1957–58
Número de gols: 40
Time: South China
- Dale Tempest (Mais vezes artilheiro da liga)

Artilheiro em: 1989-90, 1990-91, 1992-93, 1993-94, 1994-95
Total de gols: mais de 100
Times que atuou: Eastern e South China

### Recordes de Goleiros
References:
- Ian Hesford (Maior tempo sem tomar gols)

Tempo: 827 min
Temporada: 1992-93
Nesta temporada, atuava pelo Eastern. O recorde foi batido no jogo contra o South China aos 17 minutos com um gol de Loh Wai Chi.

### Jogos
References:
- Maior diferença de gols (2016-17)

Kitchee 10-0 Hong Kong FC
- Maior número de gols (2016-17)

Kitchee 10-0 Hong Kong FC
- Primeiro jogo anulado (1998-99)

Instant-Dict 2-2 South China (placar original)
O time do Instant-Dict jogou com um jogador irregular (suspenso), com isso a equipe foi penalizada com a perda do jogo por 0x3.

## Campeões
| Time                         | Títulos | Temporada |
| ---------------------------- | ------- | --- |
| South China                  | 41      | 1923–24, 1930–31, 1932–33, 1934–35, 1935–36, 1937–38, 1938–39, 1939–40, 1940–41, 1948–49, 1950–51, 1951–52, 1952–53, 1954–55, 1956–57, 1957–58, 1958–59, 1959–60, 1960–61, 1961–62, 1965–66, 1967–68, 1968–69, 1971–72, 1973–74, 1975–76, 1976–77, 1977–78, 1985–86, 1986–87, 1987–88, 1989–90, 1990–91, 1991–92, 1996–97, 1999–00, 2006–07, 2007–08, 2008–09, 2009–10, 2012–13 |
| Kitchee                      | 10      | 1947–48, 1949–50, 1963–64, 2010–11, 2011–12, 2013–14, 2014–15, 2016–17, 2017–18, 2020-21 |
| Seiko                        | 9       | 1972–73, 1974–75, 1978–79, 1979–80, 1980–81, 1981–82, 1982–83, 1983–84, 1984–85 |
| Happy Valley                 | 7       | 1964–65, 1988–89, 1998–99, 2000–01, 2002–03, 2005–06, 2018–19 |
| R.G.A.                       | 5       | 1909–10, 1912–13, 1914–15, 1915–16, 1917–18 |
| Eastern                      | 5       | 1955–56, 1992–93, 1993–94, 1994–95, 2015–16 |
| C.A.A.                       | 3       | 1927–28, 1928–29, 1929–30 |
| Sun Hei                      | 3       | 2001–02, 2002–03, 2003–04 |
| Buffs                        | 2       | 1908–09, 1910–11 |
| King's Own Rifiles           | 2       | 1911–12, 1922–23 |
| South Welsh Borderers        | 2       | 1931–32, 1933–34 |
| K.M.B.                       | 2       | 1953–54, 1966–67 |
| Double Flower (Instant-Dict) | 2       | 1995–96, 1997–98 |
| d.C.L.I.                     | 1       | 1913–14 |
| Royal Engineers              | 1       | 1916–17 |
| Royal Navy                   | 1       | 1918–19 |
| HKFC                         | 1       | 1919–20 |
| Wiltshire Regiment           | 1       | 1920–21 |
| HMS Curiew                   | 1       | 1921–22 |
| East Surrey Regt.            | 1       | 1924–25 |
| Kowloon FC                   | 1       | 1925–26 |
| Recreio                      | 1       | 1926–27 |
| Ulster Guards                | 1       | 1936–37 |
| Royal Air Force              | 1       | 1945–46 |
| Sing Tao                     | 1       | 1946–47 |
| Yuen Long                    | 1       | 1962–63 |
| Jardines                     | 1       | 1969–70 |
| Rangers                      | 1       | 1970–71 |